# Zarzecze (województwo świętokrzyskie)
Zarzecze – wieś w Polsce, położona w województwie świętokrzyskim, w powiecie jędrzejowskim, w gminie Wodzisław.
| SIMC    | Nazwa      | Rodzaj  |
| ------- | ---------- | ------- |
| 0279746 | Pinechówka | kolonia |

W latach 1975–1998 miejscowość należała administracyjnie do województwa kieleckiego.